# Johan Christoph von Körbitz
Johan Christoph(er) von Körbitz (auch Kørbitz; * vor 1667; † 24. Dezember 1726) war ein Generalmajor in dänisch-norwegischen Diensten.

## Familie und Herkunft
Von Körbitz' Vater war der sächsische Geheime Rat und Erbschenk der Grafschaft Henneberg Hans Caspar von Körbitz (1629–1691), seine Mutter war dessen Gattin Sophie Elisabeth Thoss von Körbitz, geb. von Erlebach († 1719). Seine Schwester war Johanne Sophie von Körbitz (ca. 1666–1757). Da von Körbitz' gleichnamiger Onkel kinderlos starb, erbte Hans Caspar von Körbitz Hellerup, weshalb die Familie nach Dänemark zog, wo der Vater Staatsrat wurde.
1700 ehelichte von Körbitz Charlotte Sophie von Harstall (1680–1760), Tochter des Oberstallmeisters Christian Ulrich von Harstall; sie brachte Berritsgård auf Lolland in die Ehe, musste dieses Gut jedoch 1728 und Hellerup 1739 verkaufen. Der Ehe entsprangen drei Kinder:
- Frederikke Dorothea von Körbitz (1710–1750) ⚭ Otto Christoph von der Osten, später Generalleutnant[2]
- Vilhelmine Marie von Körbitz (1712–1769) ⚭ Søren Hee, Professor am Odense Gymnasium[2]
- Johan Christopher von Körbitz zu Lammehave (1715–1789), Oberstleutnant ⚭ Eleonore Elisabeth Beenfeldt[2]

## Leben
Nach einigen Jahren in fremdländischen Diensten, 1700 kam er als Major in Rodsteens neugeworbenes Dragonerregiment, mit dem er in Italien und Sachsen diente. Bereits 1702 nahm er seinen Abschied, erhielt jedoch 1708 den Charakter eines Oberstleutnants und trat 1710 wieder in aktive Dienste ein, diesmal beim 1. Seeländischen Reiterregiment. 1712 wurde er zum Obersten ernannt und erhielt 1717 die Stelle als Chef des 1. Fünischen Reiterregimentes. 1723 erfolgte die Ernennung zum Generalmajor. Er muss ein gutes Ansehen bei König Friedrich IV. genossen haben, denn nachdem Christian Carl Gabel im Oktober 1725 in Ungnade gefallen war, wurde von Körbitz zum neuen Oberkriegssekretär für Heer und Flotte bestimmt, starb jedoch bereits im folgenden Jahre.

## Endnoten
1. ↑  Ergibt sich aus dem Geburtsdatum der jüngeren Schwester.
2. 1 2 3 4 5  Vgl. finnholbek.dk: Johan Christopher von Körbitz (der Jüngere), zuletzt abgerufen am 1. November 2019.
3. ↑  Vgl. finnholbek.dk: Johan Christopher von Körbitz (der Ältere), zuletzt abgerufen am 1. November 2019.
4. 1 2 3  Vgl. H. W. Harbou: v. Kørbitz, Johan Christoph. In: Carl Frederik Bricka (Hrsg.): Dansk biografisk Lexikon. Tillige omfattende Norge for Tidsrummet 1537–1814. 1. Auflage. Band 9: Jyde–Køtschau. Gyldendalske Boghandels Forlag, Kopenhagen 1895, S. 642–642 (dänisch, runeberg.org).

| Personendaten    | Personendaten                                                                                |
| ---------------- | -------------------------------------------------------------------------------------------- |
| NAME             | Körbitz, Johan Christoph von                                                                 |
| ALTERNATIVNAMEN  | Körbitz, Johan Christopher von; Kørbitz, Johan Christoph von; Kørbitz, Johan Christopher von |
| KURZBESCHREIBUNG | Generalmajor in dänisch-norwegischen Diensten                                                |
| GEBURTSDATUM     | vor 1667                                                                                     |
| STERBEDATUM      | 24. Dezember 1726                                                                            |